# Transenna (trasporti)

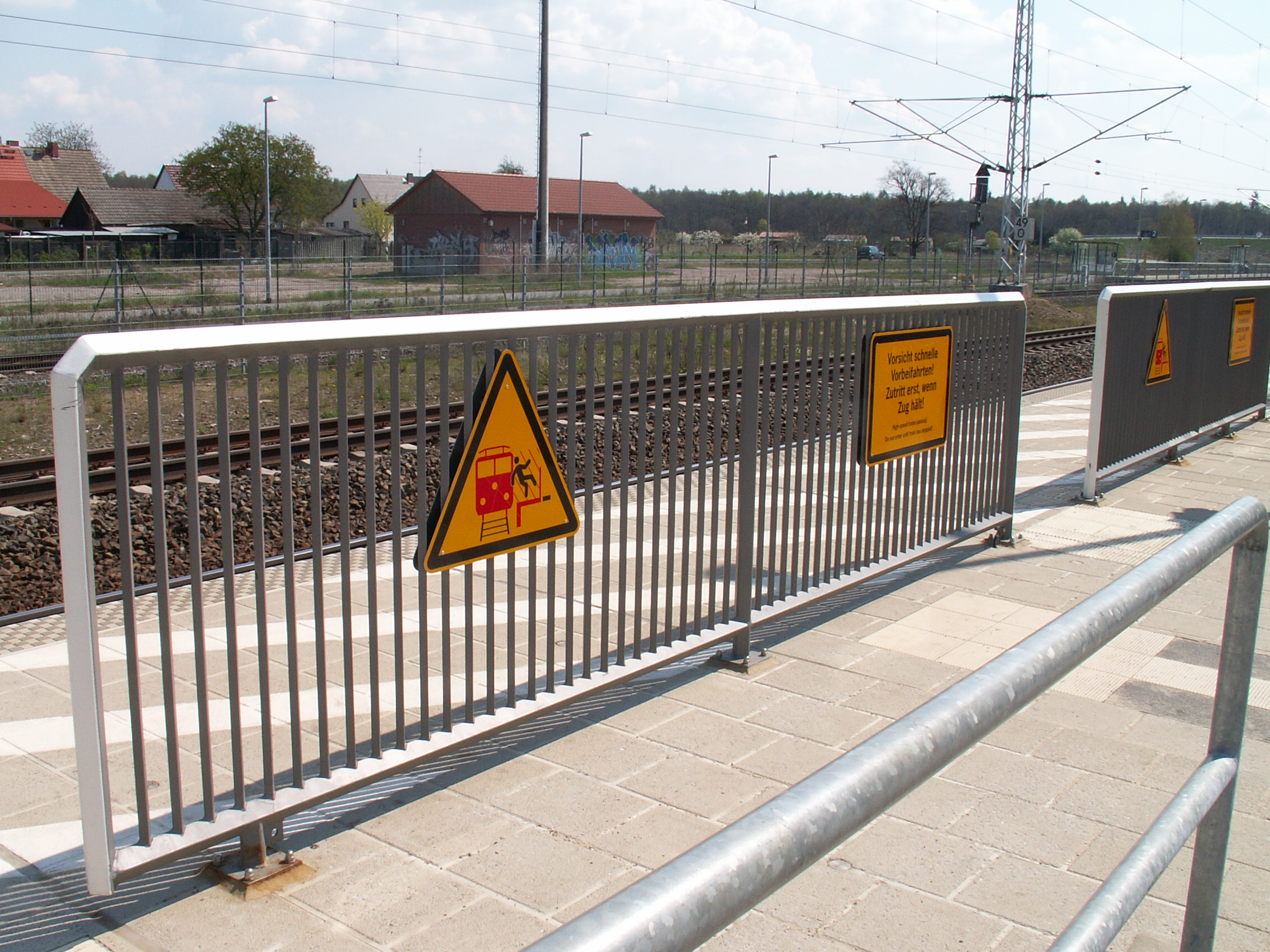
Una transenna fissa in una stazione

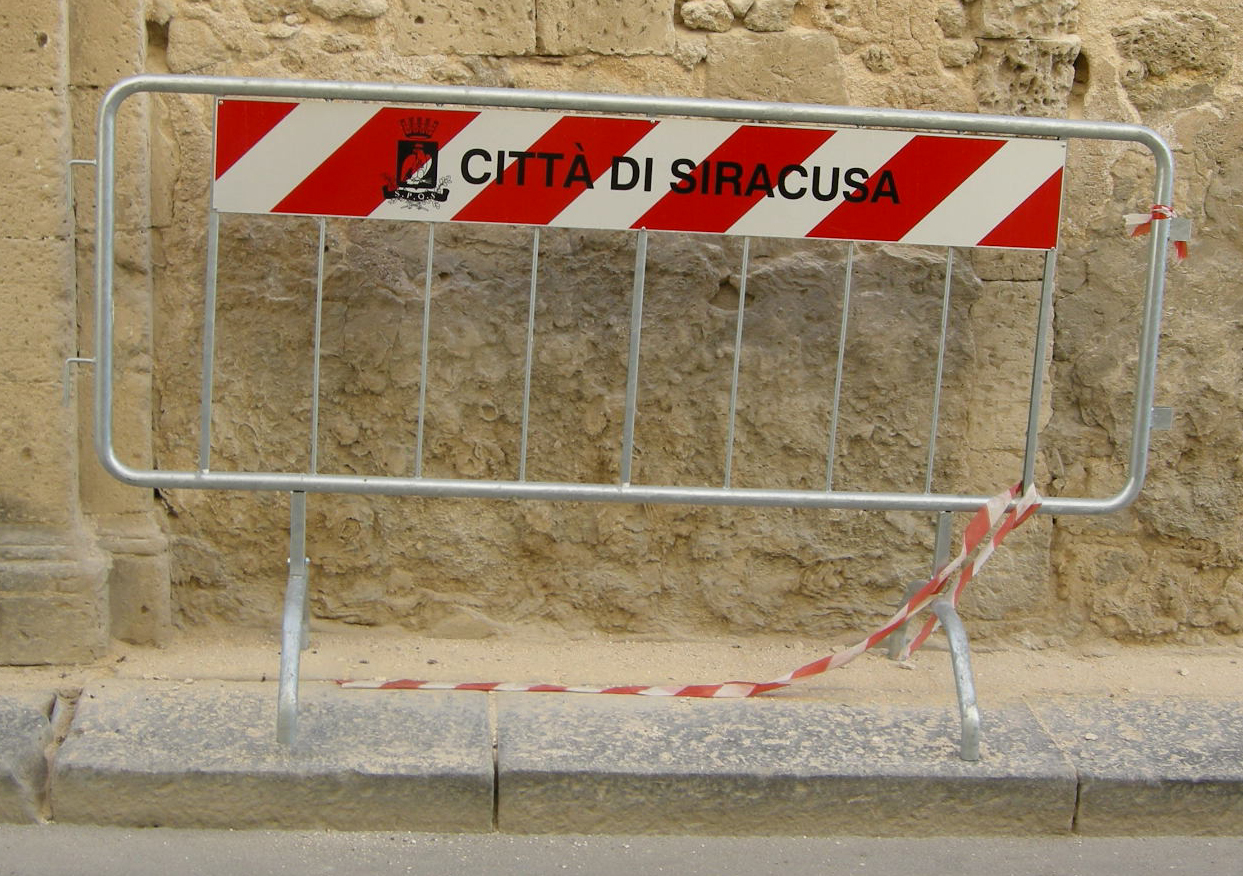
Transenna mobile

La transenna è un tipo di barriera fissa o mobile utilizzata per regolare il traffico di persone o veicoli o sbarrare l'accesso del pubblico a determinate zone in occasione di eventi, manifestazioni ecc. 
Oltre che per il suo scopo primario, può essere usata quale elemento di arredo urbano e supporto per l'affissione di pubblicità.